# Klippdocka
Klippdocka eller pappersdocka är urklippta dockor av papper. Dockan är vanligtvis i underkläder och till dockan finns två eller flera uppsättningar kläder som man "klär på" dockan. Kläderna har ofta flikar som man viker runt dockan för att plagget ska sitta på plats.
Den första tryckta klippdockan kom 1810 i London, men handgjorda klippdockor har funnits lika länge som pappret. Det är en billig leksak som fungerar för barn från alla samhällsklasser. Att klippa ut klippdockor är bra finmotorisk träning. Många kända ansikten har dykt upp i form av klippdockor, skådespelare såväl som kungligheter. Modebranschen har många gånger använt sig av klippdockor.
En av de mest populära sajterna med klippdockor på nätet är Kattis klippdockor, en sida med klippdockor från de flesta svenska veckotidningar som någon gång har haft klippdockor. Ett fenomen på nätet som liknar klippdockor är dollz.